# Dơi quạ Solomon
Dơi quạ Solomon (danh pháp hai phần: Pteropus rayneri) là một loài dơi quạ trong họ Dơi quạ, bộ Dơi. Loài này được Gray mô tả năm 1870.
Nó là loài đặc hữu của quần đảo Solomon.

## Hình ảnh

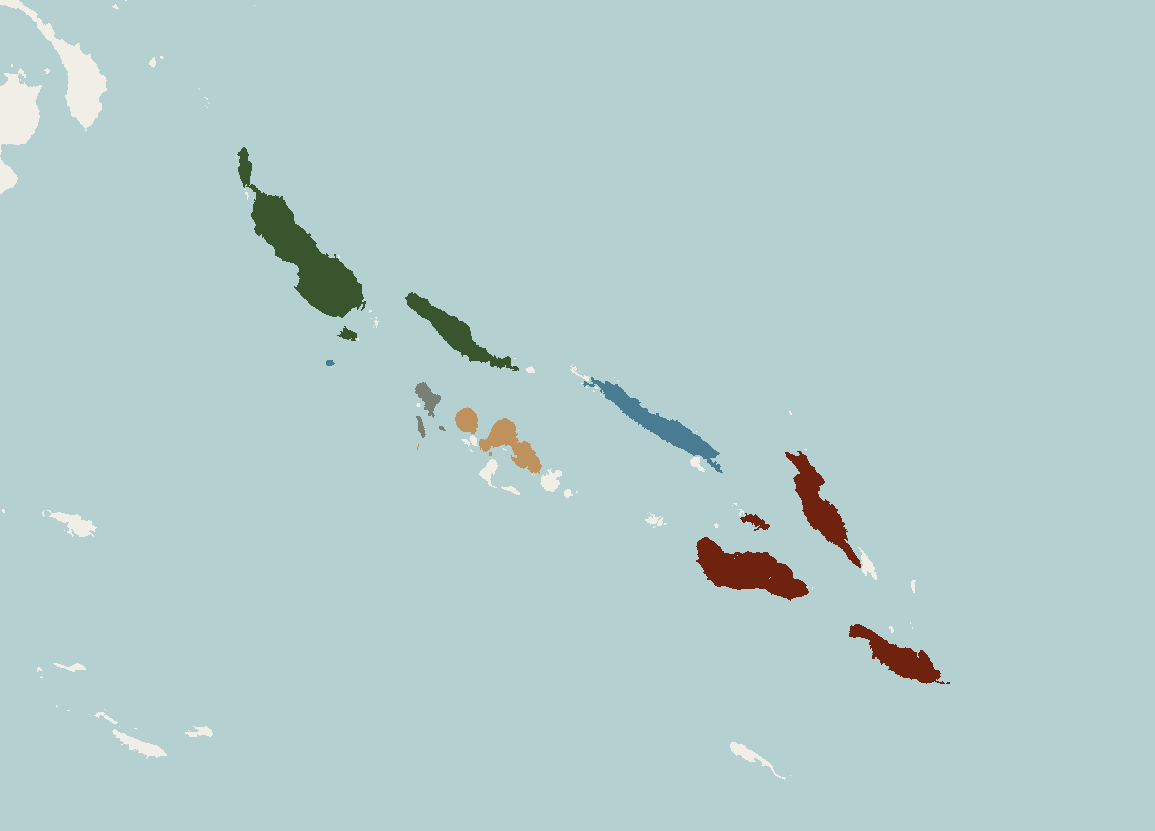